# Conus ochroleucus
Conus ochroleucus е вид охлюв от семейство Conidae. Видът не е застрашен от изчезване.

## Разпространение и местообитание
Разпространен е в Бруней, Вануату, Източен Тимор, Индия (Тамил Наду), Индонезия, Малайзия (Сабах и Саравак), Нова Каледония, Палау, Папуа Нова Гвинея, Провинции в КНР, Соломонови острови, Тайван, Фиджи, Филипини и Шри Ланка.
Обитава пясъчните дъна на океани и морета. Среща се на дълбочина от 3 до 63 m, при температура на водата от 24,5 до 28,5 °C и соленост 34,1 – 35,6 ‰.